# Løft ikke hunden
"Løft ikke hunden" er det 6. afsnit i den danske sitcomserie Klovn med Casper Christensen og Frank Hvam. Serien blander fantasi og virkelighed, da de fleste af skuespillerne spiller roller med deres egne navne. Afsnittet blev skrevet af Frank Hvam og instrueret af Mikkel Nørgaard og havde premiere på TV2 Zulu den 14. marts 2005. 

## Handling
Frank møder tilfældigt sin ungdomskæreste Sisse i en affaldscontainer efter en tenniskamp på jagt efter et guldur. Casper er rystet over, at Frank har datet en, der kan falde så dybt. Hun inviterer Frank og Mia til middag. De ankommer med en halv flæskesteg som gave, og det udvikler sig til en voldsom pinlig affære. Det bliver noget underligt, da Frank jo tror hun er fattig. De bliver inviteret på 6 retter mad, så Frank bliver bestemt ikke populær hos Mia.

## Hovedskuespillere
- Casper Christensen som Casper
- Iben Hjejle som Iben
- Frank Hvam som Frank
- Mia Lyhne som Mia

## Gæsteoptrædener
- Claire Ross-Brown som Clare
- Sisse Siegumfeldt som Sisse
- Anders Mossling som JJ, Sisses mand
- Scott Farrell som Engelsktalende mand
- Tina Robinson som Engelsktalende kvinde